# Resolución 490 del Consejo de Seguridad de las Naciones Unidas
La resolución 490 del Consejo de Seguridad de las Naciones Unidas fue aprobada por unanimidad el 21 de julio de 1981, tras haber examinado el informe de la Secretaría General. El Consejo acordó que se debía cesar de forma inmediata los ataques por parte de Israel al territorio del Líbano.
El Consejo de Seguridad exigió a Israel a respetar la integridad territorial del Líbano, y realizó una petición a la Secretaría General para realizar un segundo informe del estado de la situación en 48 horas.